# Altaria (Renfe)

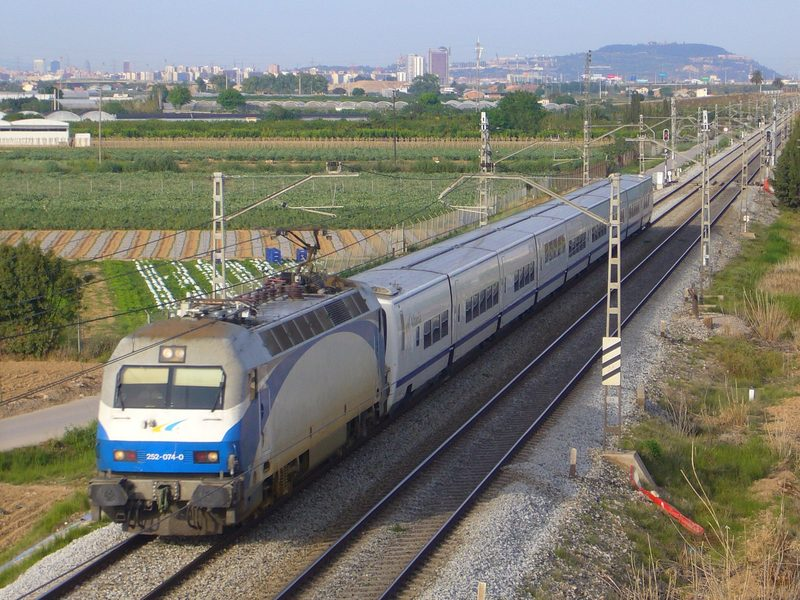
Pociąg Altaria na odcinku pomiędzy Barceloną a Madrytem

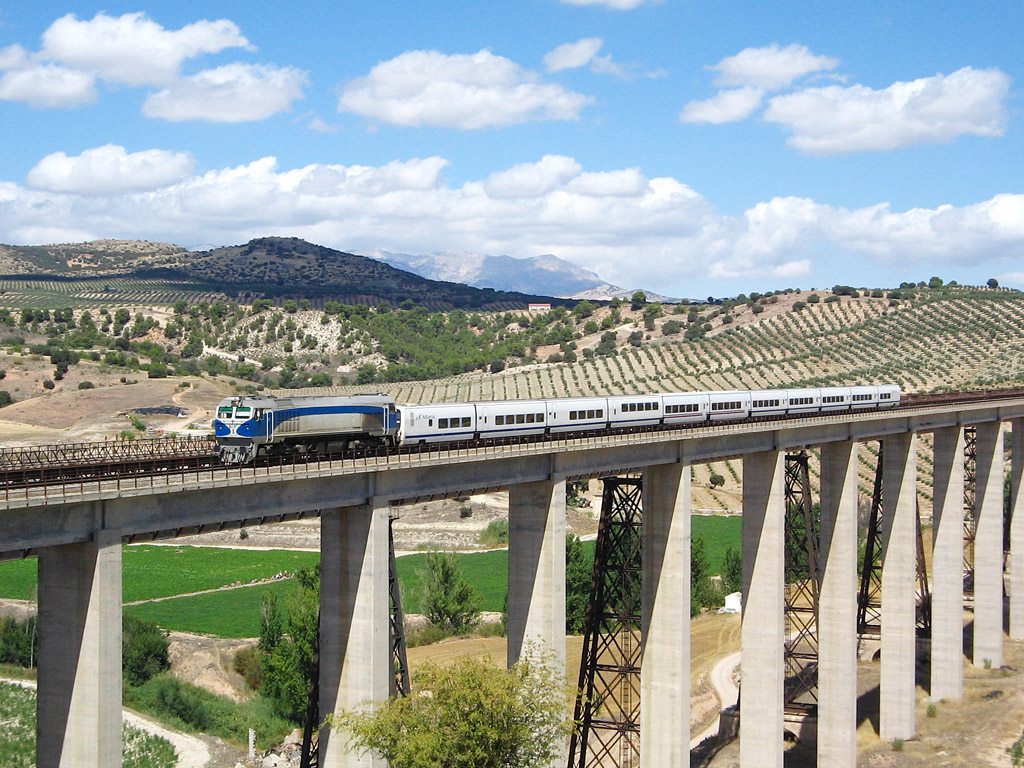
Pociąg relacji Madryt - Grenada

Altaria – to nazwa handlowa pociągów dalekobieżnych w Hiszpanii uruchamianych przez krajowego przewoźnika kolejowego RENFE. Pociągi Altaria uznawane są za sztandarowe sieci Grandes Lineas i obsługują je nowoczesne składy zespolone lub tradycyjne składy z lokomotywą i wagonami. Wszystkie pociągi tej serii przystosowane są do przewozu osób niepełnosprawnych, posiadają klasy zarówno turystyczne jak i biznesowy oraz w pociągu możliwość jest ze skorzystania z kawiarni (caffeteria) w specjalnym wagonie.
Pociągi Altaria są obecnie w stanie osiągnąć prędkość do 200 kilometrów na godzinę na liniach dużych prędkości. Składy te kursują w relacjach północ - południe przez Madryt, łącząc największe miasta.
Najważniejsze relacje obsługiwane przez pociągi Altaria to:
- Madryt Chamartín ←→ Alicante-Terminal
- Madryt Chamartín – Murcja – Kartagena
- Madryt Atocha – Kadyks / Huelva
- Madryt Atocha – Algeciras / Grenada

Na przejazd pociągami Altaria wymagana jest dodatkowa dopłata do biletu. W pociągach tych odbywa się również wcześniejsza odprawa osób. Przed wejściem do pociągu są sprawdzane bilety i miejscówki i nie ma już kontroli biletów podczas jazdy. Każdy z wagonów posiada dodatkowo dwóch konwojentów oraz w wagonie restauracyjnym dodatkowo pracowników gastronomii i kucharzy.